# Peter Jan Rens
Petrus Jan (Peter Jan) Rens (Velsen-Noord, 10 oktober 1950) is een Nederlandse presentator, acteur, schrijver en voormalig fysiotherapeut.

## Loopbaan
Rens werkte enige jaren als fysiotherapeut en was in zijn vrije tijd schrijver, regisseur en acteur bij diverse theatergezelschappen. In 1978 besloot hij professioneel theaterartiest te worden en richtte hij het theatergezelschap Kaktus op. Met dit gezelschap trad hij voor zowel volwassenen als kinderen op.
In 1983 speelde hij de hoofdrol in de film Brandende liefde, naar het boek van Jan Wolkers. De stem van Rens werd hierbij ingesproken door Kees Prins.
In die tijd trad Rens ook wekelijks op als Meneer Kaktus in het Veronica televisieprogramma Tineke van Tineke de Nooij. De rol was gericht op jonge kinderen en had een vaste opbouw. Andere personages waren Mevrouw Stemband (Annemieke Hoogendijk) en Kweetniet (achtereenvolgens Tony Maples, Larry Jackson, Joost Hes en Hans van der Laarse).
Zijn populariteit als Meneer Kaktus zorgde ervoor dat hij aandacht kon vestigen op zijn tientjesactie, waarmee hij zijn speelfilm Maria wilde financieren. In 1986 kwam de film uit in de bioscoop. De recensies waren vrijwel unaniem vernietigend en de film flopte.
Zijn gedeelte in de show Tineke was echter dusdanig populair geworden dat hem werd aangeboden De Grote Meneer Kaktus Show, te gaan maken. Deze werd uitgezonden als zelfstandig televisieprogramma van 1986 tot 1993. In die periode schreef Rens ook mee aan de nummers van het TROS-programma MiniStars.
In 1987 werd Rens door de VARA gecontracteerd om de in 1986 overleden showmaster Willem Ruis op te volgen als presentator van de grote spelshows. In 1987 presenteerde hij de spelshow Labyrinth en vanaf 1988 Doet-ie 't of doet-ie 't niet. Met dit laatste programma won Rens in 1989 de Gouden Televizier-Ring. Toen Labyrinth stopte, werd Rens presentator van 5 tegen 5. Vanaf 1991 presenteerde hij de televisieshow Geef Nooit Op.
Rens stapte in september 1993 over van de VARA naar RTL 4 en presenteerde vervolgens programma's als U bent aan de beurt, Fris & Chips, TVmail en Peter Jan Rens Late Night. Geef Nooit Op verhuisde met hem mee. In 1998 was Rens formeel niet meer onder contract bij RTL 4 en hij onderhandelde met SBS6, maar omdat Endemol niet zo snel een nieuwe presentator kon vinden voor Woordwinner nam Rens de presentatie op zich en keerde terug bij RTL 4, in 2002 zou hij alsnog overstappen naar SBS6.
Verder had Rens een proefaflevering opgenomen van Jij bent aan de beurt, dit was een kinderversie van U bent aan de beurt die hij samen met Anna Witzel presenteerde. het publiek bestond uit kinderen maar de formule sloeg bij hen niet aan en de 7 geplande afleveringen werden geschrapt. Toen Rens  de presentatie van Telekids overnam van Carlo Boszhard en Irene Moors, werd De Grote Meneer Kaktus Show een onderdeel van dat programma. De formule bleek echter niet meer aan te slaan en verdween al snel van de buis. In 2001 presenteerde hij zijn laatste kinderprogramma; Het Feest van Sinterklaas met bijhorende promotiefilmpjes voor kinderzender Fox Kids.
In samenwerking met de Zorgloterij presenteerde Rens vanaf februari 2002 de documentaire Lang leve de zorg bestaande uit twee delen en een serie van dertien spelprogramma's, onder de titel De Goed Geld Show voor SBS6. Van 1994 tot in 2003 speelde Rens in de reclamefilmpjes van snoepfabrikant Haribo.
Na zijn televisieloopbaan richtte Rens het bedrijf Mega Entertainment Group Asia op, waarmee hij televisieprogramma's produceerde in onder andere India, Thailand en China. In 2006 begon hij met een partner de productiemaatschappij Bangkok Talk, die talkshows met Thai en westerlingen als gast maakte voor de Thaise televisie.
In 2009 kreeg Rens te maken met financiële tegenslag. Twee van zijn negen bedrijven gingen onderuit: "Kaktus Multimedia" en "Kaktus Formats". Door deze en andere tegenslagen lukte het Rens niet om een lening van anderhalf miljoen euro bij de Rabobank af te lossen. In mei 2009 vroeg de bank het faillissement aan van Rens en zijn bedrijf "Kaktus Holding".
Sinds 2011 is er (met een onderbreking in de toevoeging van nieuwe content van 2012 tot 2016) het YouTube-kanaal TV Zender Rens1 (verkorte naam: Rens1tv). In november 2014 deed justitie met de FIOD een inval bij het mediabedrijf; hierbij werden diverse betrokkenen gearresteerd op verdenking van fraude.
Rens werd op 21 maart 2017 op vordering van onder meer Emile Ratelband door de Rechtbank Gelderland opnieuw persoonlijk failliet verklaard.

## Privé
Rens was tweemaal getrouwd. Voor zijn eerste huwelijk werd hij donorvader van een dochter, uit zijn tweede huwelijk kreeg hij nog twee dochters. Met zijn toenmalige tweede vrouw was hij in januari en februari 2017 op RTL 5 te zien in de realityserie Peter Jan & Virginia: Doen ze 't of doen ze 't niet?

## Auteur

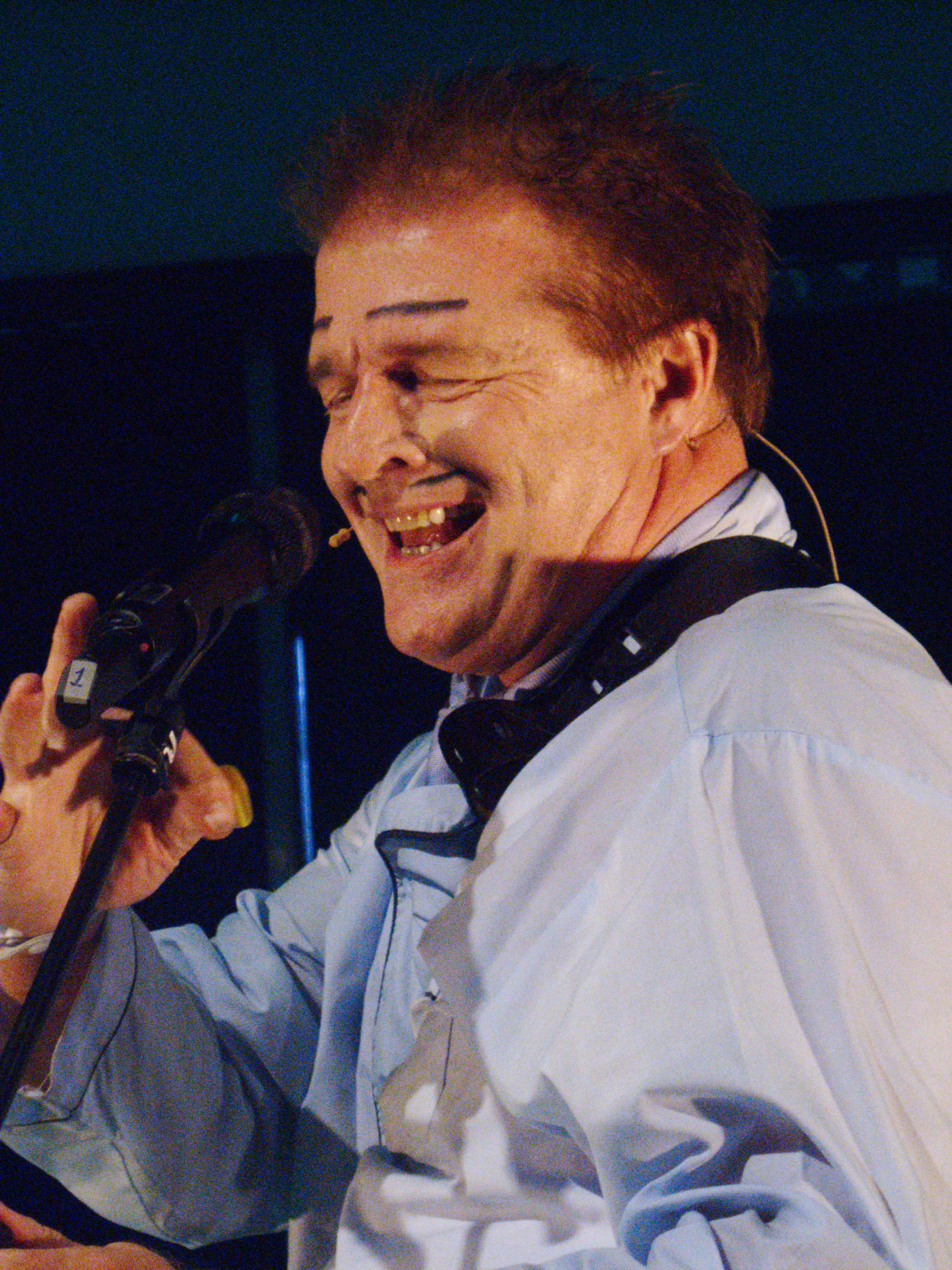
Peter Jan Rens als meneer Kaktus

### Schrijverscarrière
Peter Jan Rens was ook als schrijver actief. Hij heeft de volgende titels op zijn naam staan:
- "Maria" (1985)
- "Het Grote Meneer KaktusBoek" (1985)
- "Rauzer" (1992)
- "Zes is oud" (1994)
- "Carlo met zijn grote kop" (1995)
- "Sigmund de bloedhond" (1996)
- "Meneer Meijer" (1997)
- "Een taart voor Meneer Kaktus" (1998)
- "Meneer Kaktus wordt kwakelgek" (1999)
- "Meneer Kaktus doet eng" (2001)
- "Meneer Meijer is de sigaar" (1999)
- "Bloedmooi" (2001)

### Strips
In het weekblad Privé verzorgde Rens de strip "Karin", samen met tekenares Sandra Nieuweboer. Vanaf 2003 werkte Rens voor het blad Story, waarvoor hij artikelen schreef en samen met Nieuweboer de strip Beppen maakte.

## Televisieprogramma's

### Veronica
- Meneer Kaktus (1984-1986, onderdeel van het tv-programma Tineke)

### Schooltv
- Als je tekent zie je meer (1985)

### VARA
- De Grote Meneer Kaktus Show (1986-1993)
- Labyrinth (1987-1991)
- Goochelgala (1988-1989)
- Doet-ie 't of doet-ie 't niet (1988-1993)
- VARA's Songfestival (1988)
- Help de Russen de winter door (1990, medepresentator)
- Geef Nooit Op (1991-1999)
- 5 tegen 5 (1992-1993)

### RTL 4
- Doet-ie 't of doet-ie 't niet (1993-1997)
- 5 tegen 5 (1993-1998)
- Geef Nooit Op (1991-1999)
- Kans voor een kind met het U-team (1994, medepresentator)
- U Bent Aan De Beurt (1994-1996)
- Peter-Jan Rens Late Night (1997-1998)
- Woordwinner (1998)
- De Jongens Tegen De Meisjes (1999)
- Telekids: De Grote Meneer Kaktus Show (1999-2000)
- TV Mail (2000)
- Fris & Chips (2000)

### RTL 5
- Peter Jan & Virginia: Doen ze 't of doen ze 't niet? (2017)

### Fox Kids
- Fox Kids Flits (2001, medepresentator)
- Het Feest van Sinterklaas (2001, eenmalig)

### SBS6
- De Goed Geld Show (2002)
- Lang leve de zorg (2002)
- Deelt ie 't of deelt ie 't niet? (2002)
- Sterren Springen (2014, deelnemer)

### MAX
- TV Comeback (2006)

## Trivia
- De naam "Meneer kaktus" kwam uit zijn tijd als fysiotherapeut, toen hij op een zomerkamp voor verstandelijk gehandicapten nogal stekelig haar had, en een patient de vergelijking met een kaktus maakte.[1]
- Bij de eindronde van 5 tegen 5 zei Peter-Jan Rens "Licht uit, spot aan". Dit was hetzelfde wat Mies Bouwman bij de eindronde van Eén van de acht, een spelshow uit de jaren zeventig, altijd zei. Willem Ruis, de eerste presentator van Vijf tegen vijf zei echter "Licht uit, klok klaar".

- Gemeinsame Normdatei: 121481972
- International Standard Name Identifier: 0000 0000 3884 4250
- Library of Congress Control Number: nb2002050405
- MusicBrainz: 0851e906-4d47-42a8-81ab-895947cc62eb
- Nederlandse Thesaurus van Auteursnamen: 070686858
- Système universitaire de documentation: 194331091
- Virtual International Authority File: 56119862
- WorldCat: E39PBJqbr6G3kmHChhdh8gmrv3